# 道くさ大王
『道くさ大王』（みちくさだいおう）は、2000年10月29日から2001年3月25日まで中京テレビで放送されていた紀行番組・教養番組である。全21回。放送時間は毎週日曜 10:55 - 11:25 （日本標準時）。

## 概要
テレビゲームなどの遊びに慣れきっている現代っ子たちにさまざまな体験をしてもらうため、渡辺正行と野々村真と前田麻衣子が子供たちを連れて東海3県各地でロケを敢行していた番組。渡辺たちはロケ先にある昔ながらの遊戯施設・カルチャー教室・模型店・駄菓子屋などを見て回り、そこで竹とんぼ作りや三味線弾きなどに挑戦していた。また、店の簡単な手伝いをさせてもらったり、そこの店主や施設の職員が出すクイズに挑戦したりしていた。
さらに放送開始から2か月間はロケ先にある料理店も散策ルートに入れるなど、グルメ番組的な要素も含んでいた。かつて存在した番組公式サイトには、渡辺たちが料理に舌鼓を打った店の詳細情報が毎回のように記されていた。
年明けの2001年1月7日放送分からはグルメ番組的な要素が無くなり、以後は渡辺たちが地引き網漁・キムチの自作・定食屋のメニュー考案に挑戦したりと料理番組的な要素が強くなった。公式サイトに記載されていたグルメ情報も同日放送分から無くなり、替わって番組で取り上げた料理のレシピが載るようになった。
番組の終了後、渡辺たちは引き続き『感動!チューボー隊が行く!!』に出演した。

## 出演者
- 渡辺正行
- 野々村真
- 前田麻衣子（中京テレビアナウンサー）
- 東海3県在住の子供たち - 基本的には毎回5人前後が参加。篠島ロケの回には総勢40人の子供たちが参加していた。